# Élection du président de la Confédération suisse de 2016
L'élection du président de la Confédération suisse de 2016 est un scrutin au suffrage indirect visant à élire le président de la Confédération suisse pour l'année 2017.
Le 7 décembre 2016, Doris Leuthard est de nouveau choisie par 188 voix sur 207 bulletins valables par l'assemblée fédérale pour être la présidente de la Confédération en 2017.

## Déroulement

### Processus électoral
Le président de la Confédération est élu par l'Assemblée fédérale, réunissant le Conseil national et le Conseil des États, parmi les membres du Conseil fédéral le deuxième mercredi de la session d'hiver.
Son mandat dure un an et correspond à l'année civile (du 1er janvier au 31 décembre). Il n'est pas immédiatement rééligible, y compris à la vice-présidence du Conseil fédéral, mais peut remplir plusieurs mandats non successifs,.

### Élection
Le 7 décembre 2016, par 188 voix sur 207 bulletins valables, Doris Leuthard, du Parti démocrate-chrétien, est réélue présidente pour l'année 2017. Elle succède au libéral-radical Johann Schneider-Ammann.
Dix-neuf bulletins ont porté le nom de personnalités diverses, dont Ueli Maurer de l'Union démocratique du centre. Vingt-et-un étaient blancs et sept nuls. La nouvelle présidente fait mieux que lors de sa première élection en 2009 (158 voix sur 183 bulletins valables). 